# Leucocarbo chalconotus
Leucocarbo chalconotus (лат.), стюартский баклан — вид птиц из семейства баклановых.
Эндемик Новой Зеландии. Гнездится на Южном острове от побережья Северного Отаго на юг к проливу Фово, и на острове Стьюарт. В общем, известно 9 колоний, в колониях 10-500 пар. Общая численность вида, по разным оценкам, составляет 3000-8000 птиц.
Большой, чёрно-белый баклан с длиной тела от 65 до 71 см и весом от 1797 до 3875 г. Самцы крупнее и тяжелее самок. Чёрная голова, верхняя сторона тела с белым пятном на крыльях, которое заметно, когда крылья сложены. Белое брюхо. Розовые ноги.
Баклан гнездится на небольших островках и скалистых выступах. Гнездо диаметром 50 см строит из веток, водорослей и гуано. Питается мелкой рыбой и морскими беспозвоночными.